# Charles Senderovitz
Charles Senderovitz, född den 1 mars 1916 i Köpenhamn, död där 1996, var en dansk violinist och dirigent. 
Senderovitz föräldrar kom till Danmark från Ryssland 1905. Före flykten till Sverige 1943 var han konsertmästare i Det kongelige kapel. Efter ankomsten till Sverige var han under några år livligt verksam inom det skånska musiklivet. År 1950 återvände han till Danmark, till tjänster vid Danmarks Radio (DR) och Köpenhamns konservatorium. Han var dessutom medlem av Leo Hansen-kvartetten.
Enligt en programöversikt, utlagd på Internet av Malmö Kammarmusikförening, ägde hans första noterade framträdande rum den 6 december 1944, då han tillsammans med Brita Hjort-Karström (piano) och Sven Nilsson (sång) framförde bland annat Franz Schuberts (1797-1828) "Grenzen der Menschheit", en nog så aktuell titel. 
Senderovitz framträdde enligt nämnda översikt vid ett flertal tillfällen följande år, dels med Brita Hjort-Karström på piano och dels med andra kammarensembler. I Pianokvartetten av 1948 spelade han med Brita Hjort-Karström (piano), Sten Broman (viola) och Guido Vecchi (cello) och han förekom även i den så kallade HSB-trion, namnet inspirerat av medlemmarnas initialer: Hjort-Karström, Senderovitz och cellisten Erling Bløndal-Bengtsson. Han omtalas även som violinlärare och konsertmästare i MSO, Malmö symfoniorkester
Musikens vecka i Malmö 1949 avslutades med en konsert på Malmö museum, där huvudnumret var två triosonater av Johan Helmich Roman för stråkar och cembalo. De framfördes av Charles Senderovitz (violin), Ivan Kassow (viola) och Gunnar Berggren (cello) till ackompanjemang på kammarpiano av Waldemar Welander. I en recension den 3 februari 1949 skriver Åke Sällström i Sydsvenska Dagbladet Snällposten: "Charles Senderovitz skall ha en eloge för sitt verkligt magistrala sätt att handhava första stämman /.../ han är ju också en mästare av världsformat och han har blivit en snart sagt omistlig tillgång för stadens musikliv."
Klarinettisten Harry Sernklef berättar: 1947 blev jag /.../ erbjuden anställning vid Konserthusstiftelsen och teatern i Malmö. Under min malmötid fick jag ånyo spela med många framstående dirigenter /.../. Fritz Busch kallade upp mig och konsertmästaren Charles Senderovitz till dirigentrummet och var mycket positiv till våra musikaliska prestationer och erbjöd oss, om vi var intresserade, att komma över till USA. 
Senderovitz medverkan i Malmökonserterna har fortlöpande noterats fram till den 10 april 1957, när han med HSB-trion framför tre pianotrios – av Haydn, Schubert och Brahms - möjligen har det under denna senare tid rört sig om gästspel från hans sida.